# Minorité araméenne d'Israël
La minorité araméenne d’Israël est constituée de chrétiens, membres du peuple sémite des Araméens, de langue arabe, établis en Israël et officiellement reconnus comme tels par l’État. Peuple proche-oriental christianisé aux premiers siècles de notre ère, il devient une minorité après la conquête arabe et adopte progressivement l’arabe, même si quelques chrétiens syriaques défendent une identité araméenne et pratiquent encore, en Syrie et en Israël, l’araméen, de façon minoritaire. En Israël, ils défendent une ascendance araméenne, notamment les maronites de Galilée. À Jish, les maronites se désignent comme les maronites chrétiens araméens. Pour Rima Farah, cette reconnaissance est une tactique d’Israël pour diviser la société arabe d’Israël.
Actuellement en Israël 20 % de la population est considérée comme arabe, dont 5 à 19 000 sont des chrétiens araméens, dont certains ont des racines qui remontent à l’époque de Jésus-Christ. Pendant des décennies, le gouvernement israélien les obligea à s’enregistrer comme Arabes israéliens car ils n’étaient pas juifs, les envoyant dans des écoles arabes et les regroupant culturellement et politiquement avec les musulmans. Après des années de lutte, le 17 septembre 2014, le ministre de l’Intérieur israélien, Gidéon Saar, reconnait les Araméens comme un groupe ethnique, seul pays du Moyen-Orient à le faire. Les personnes nées dans des familles de tradition araméenne, qu’elles soient maronites, catholiques, syriaques orthodoxes et les membres de l’Église assyrienne orientale se déclarent d’ethnie araméenne auprès de l’État d’Israël.

## Nom
Les Araméens tirent leur nom d’Aram, dont l’étymologie est incertaine. Une explication est que ce terme signifie "hautes terres", par opposition à Canaan, les « basses terres ».

## Histoire

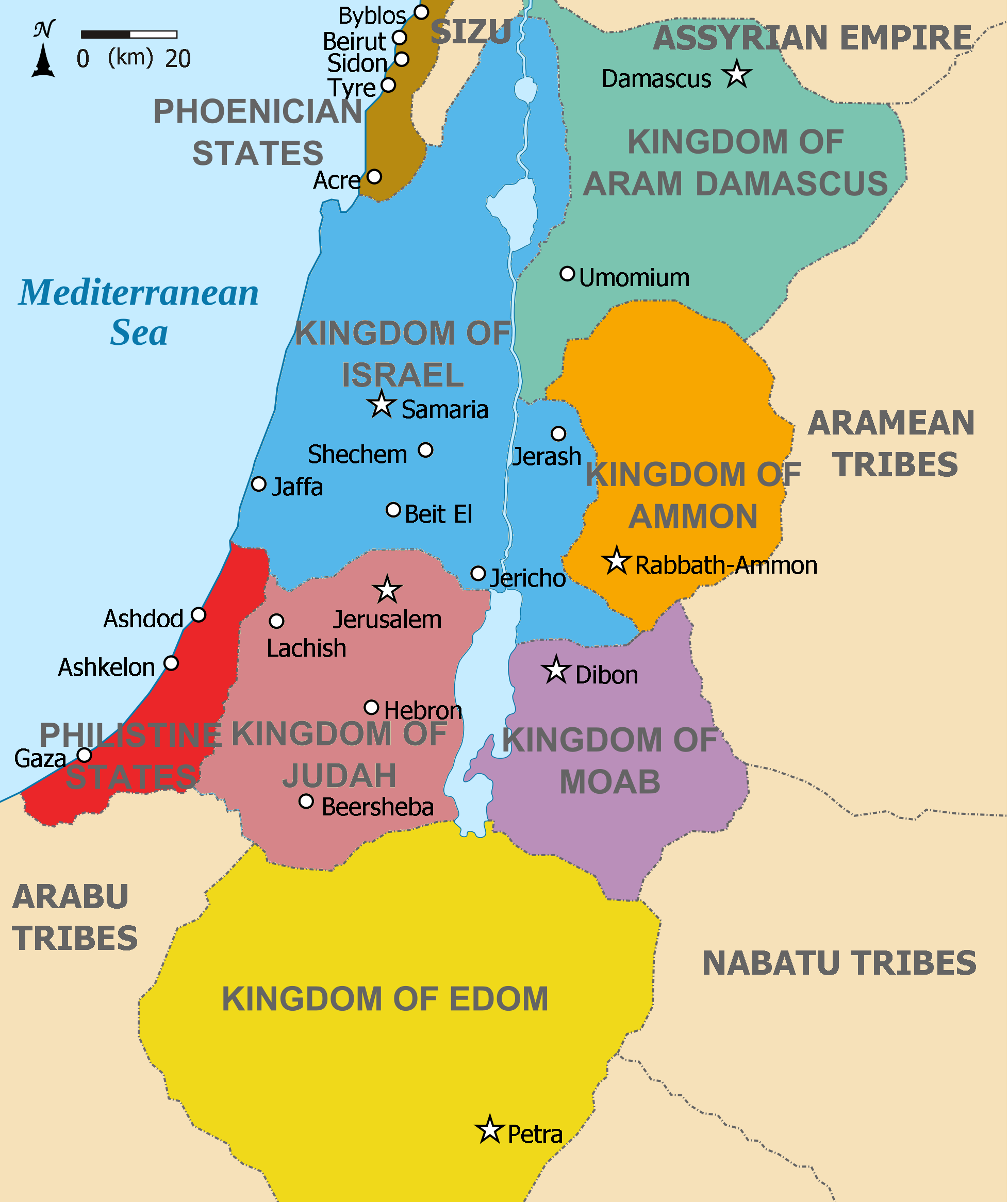
Le Proche-Orient vers 830.

### Antiquité

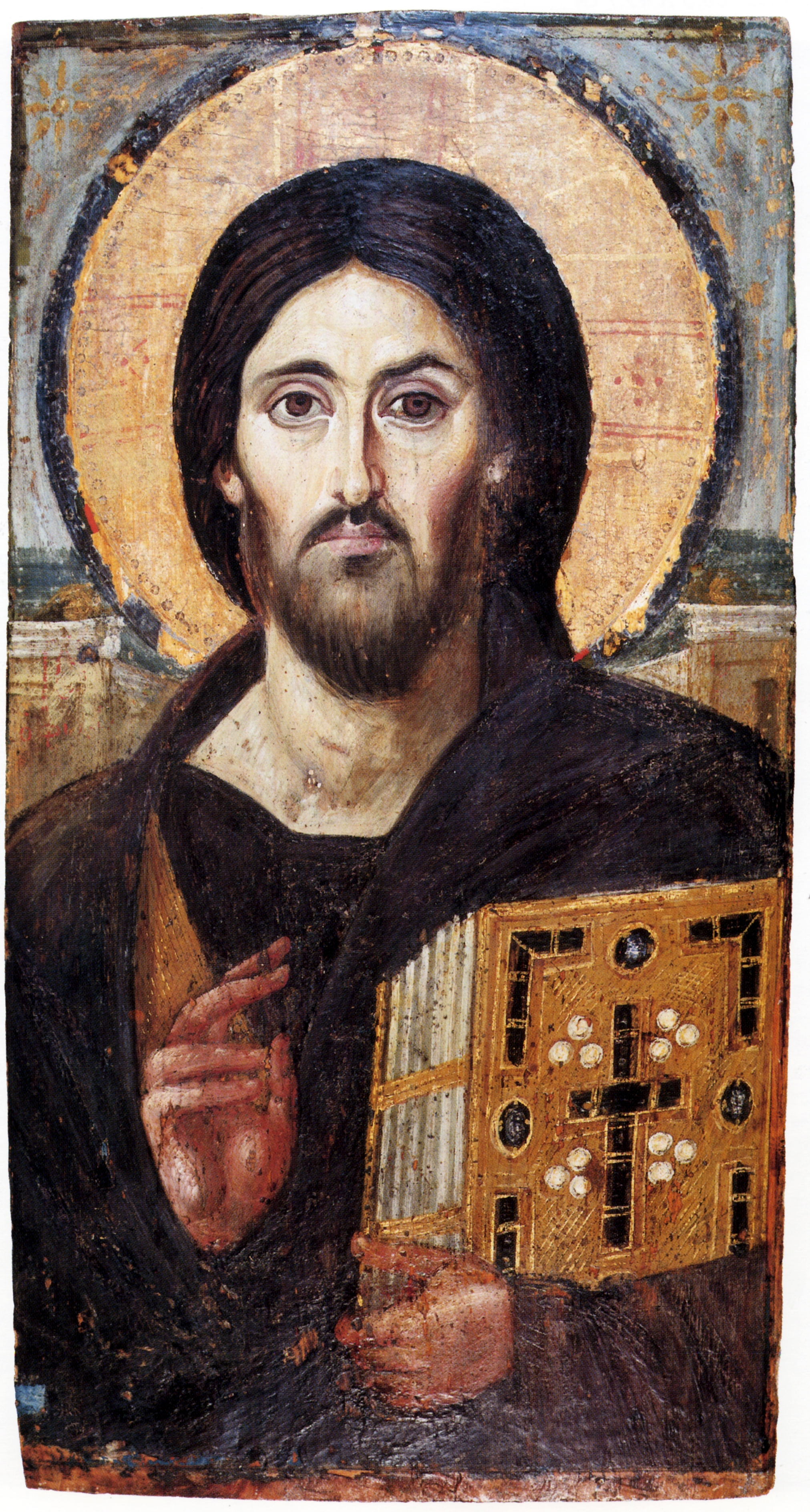
L’icone la plus ancienne du Christ Pantocrátor conservée, VI, monastère de Sainte-Catherine du Mont-Sinaï.

Les Araméens sont un peuple sémite, apparu dans l’histoire du Moyen-Orient dans la deuxième moitié du deuxième millénaire avant J.-C. (soit entre 1500 et 1000 av. J.C.). Leur langue, l’araméen, fut la lingua franca du Moyen-Orient durant des siècles, même après la conquête. Les juifs ont continué d’utiliser la langue araméenne comme langue de culture pendant le premier millénaire après J.-C.
Les premières communautés à se convertir au christianisme furent les Juifs messianiques qui parlaient araméen, les Romains et les Grecs qui parlaient latin et grec, des Perses et le peuple araméen. C’est l’araméen qui sert à véhiculer la nouvelle croyance au Moyen-Orient. Au VIIe siècle, la plus grande partie des Araméens étaient chrétiens.

### Moyen Âge
À la différence d’autres groupes de chrétiens orientaux, comme les nestoriens, la majorité des chrétiens araméens de Judée passèrent sous la direction du patriarche de Constantinople et des empereurs byzantins après le concile de Chalcédoine en 451 (qui formera l’église orthodoxe après le Grand schisme d'Orient) ; ils sont désormais appelés par les chrétiens syriaques melchites (du syriaque malkoyo), c’est-à-dire ceux qui suivent le roi (l’empereur). Ces melchites s’hellénisent fortement les siècles suivants, abandonnant les langues araméennes pour le grec. Sous l’empire byzantin, le christianisme, dominé par l’Église orthodoxe (grecque), est la religion officielle, et Jérusalem devient une cité chrétienne et le centre de la culture grecque au Proche-Orient.
En 638, l’armée de l’empire byzantin est mis en déroute par l’armée arabe musulmane à la bataille de Yarmouk. Selon Gil, la conversion des chrétiens d’Orient à l’islam ne se produit qu’à l’époque des Croisades, par ressentiment envers les croisés : la religion musulmane et l’arabe devinrent alors les normes culturelles de la région. Seuls les groupes qui restèrent fidèles au christianisme conservèrent l’usage de l’araméen comme langue liturgique.

### Période ottomane
Au XVIIIe siècle, les maronites abandonnent l’usage de l’araméen comme langue, qu’ils écrivaient avec l’alphabet garshouni. Un des évènements marquants de la période est le génocide assyrien en Anatolie par les Ottomans, à partir des années 1890 et avec un pic entre 1914 et 1918, avec un bilan estimé à 750 000 victimes. Les Araméens appellent ce génocide Sayfo (l’épée). Les Araméens de rite syriaque orthodoxe survivants s’installèrent à Bethléem et à Jérusalem.

## État d’Israël (de 1948 à maintenant)

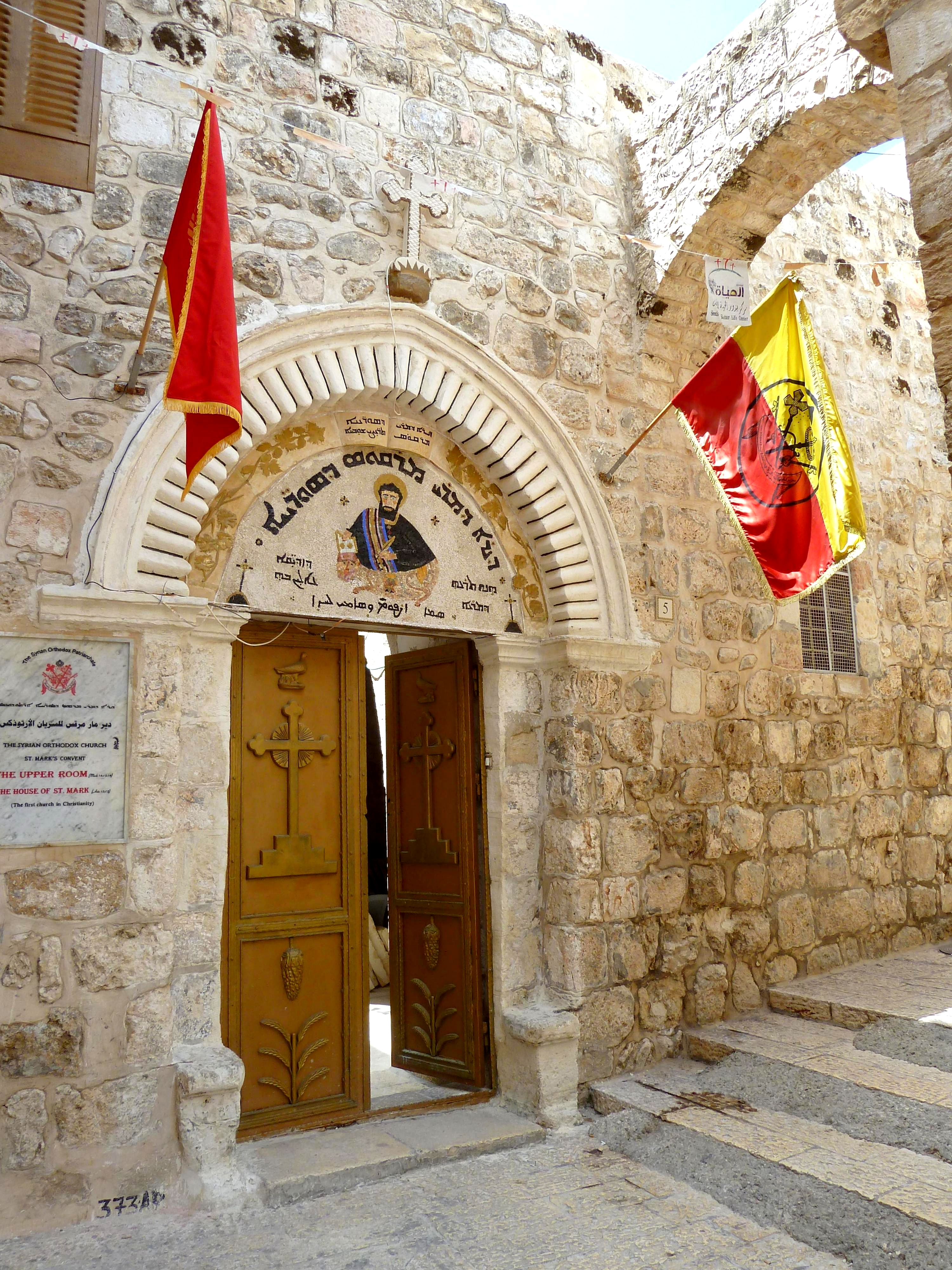
Inscriptions en araméen dans une église de Jérusalem.

À partir de la création d’Israël, tous les non-juifs du pays furent classés comme Arabes. Petit à petit, l’État a reconnu quelques groupes ethniques, comme les Tcherkesses et les Druzes. Les Tcherkesses se différencient par leur langue, leur origine ethnique et leur héritage culturel qui trouvent leurs racines dans le Caucase. Les Druzes se distinguent par leur religion, leurs normes sociales et leurs coutumes matrimoniales, différentes de celles des autres musulmans d’Israël. Parmi les chrétiens, les coptes, les arméniens et les assyriens ont aussi obtenu une reconnaissance officielle. Une situation similaire existe au sein de la communauté araméenne, ou la tendance est au mariage entre Araméens.

### Héritage et identité araméenne modernes

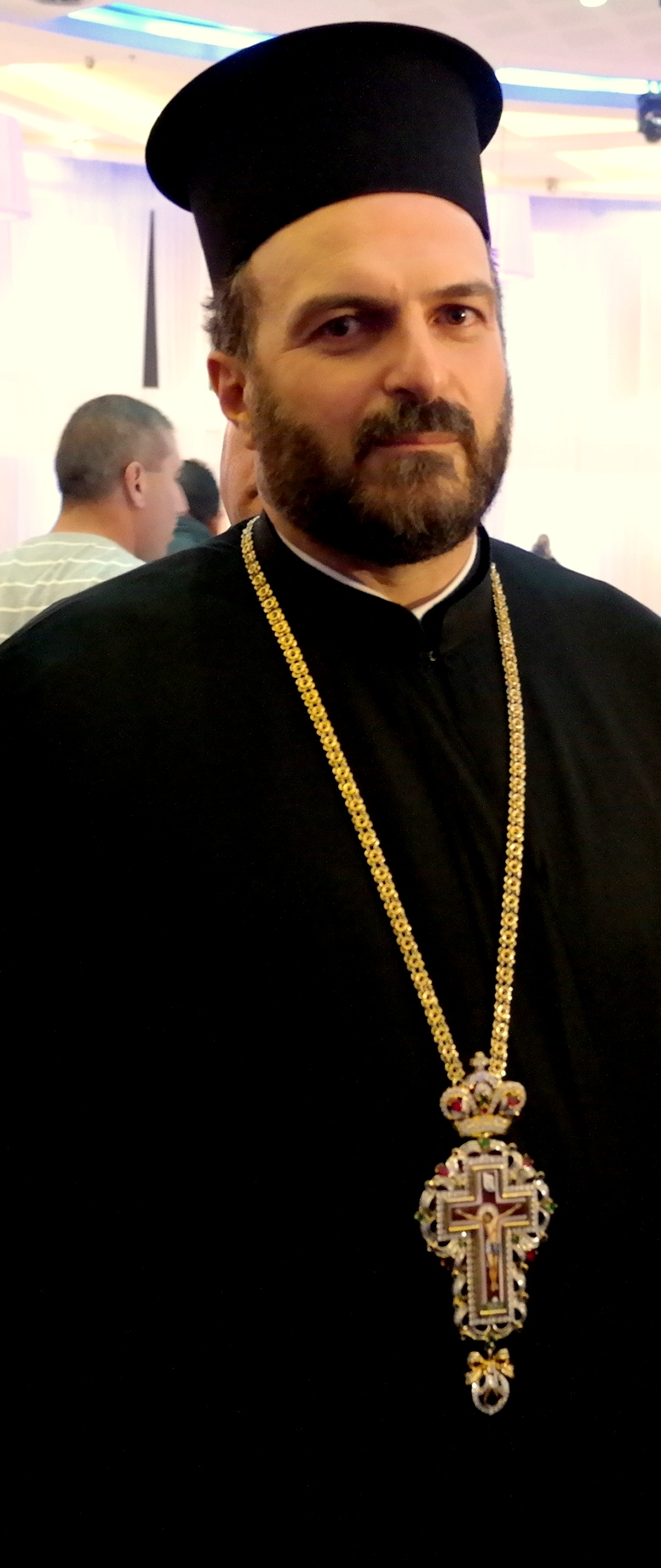
Le père Naddaf, de l’Église orthodoxe de Jérusalem, un de ceux qui ont milité pour la reconnaissance légale de l’identité araméenne pour les chrétiens palestiniens d’Israël.

Du Haut-Moyen-Âge au développement du nationalisme araméen à la fin du XXe siècle, peu d’ouvrages sont consacrés à l’organisation des Araméens. Historiquement, les chrétiens syriaques sont appelés Syriens, Araméens ou Assyriens. Les termes purement théologiques comme syriaques, nestoriens, jacobites et catholiques chaldéens apparaissent tardivement. Les syriaques-araméens sont des chrétiens orthodoxes orientaux, mais se sont subdivisés en de multiples sous-groupes : maronites-syriaques, grecs orthodoxes, catholiques grecs, catholiques syriaques et catholiques syriaques. Les différentes appellations résultent de la géographie et d’alliances avec l’un des trois patriarcats au cours du temps : Rome, Constantinople et Antioche. Cette variété est un indice de la présence très répandue des Araméens dans le Croissant fertile.
Toutefois, depuis les années 1980, une dispute éclate entre, d’un côté les Assyriens de langue araméenne orientale (généralement appelés Assyriens ou chrétiens chaldéens), qui sont les chrétiens indigènes du nord de l’Irak, du nord-ouest de l’Iran, du sud-est de la Turquie, du nord-est de la Syrie et du Caucase et dont l’identité dérive des Assyriens de l’Âge du bronze et de l’Âge du fer. De l’autre côté, il y a les Araméens qui en général parlent arabe, mais qui descendent des Araméens occidentaux et conservent l’araméen comme langue liturgique ; ils sont localisés principalement au centre, au sud, à l’ouest et au nord-ouest de la Syrie, au centre-sud de la Turquie et en Israël, et qui soulignent de manière de plus en plus soutenue qu’ils descendent des Araméens du Levant. À cause de ce différend, l’appellation traditionnelle anglophone assyrien a parue adopter une position assyrienne, et dans les années 2000 les sources officielles en sont venues à utiliser une terminologie fortement neutre, comme Assyrie/chaldéen/syriaque aux États-Unis et Assyrie/Syrien en Suède.
Ces groupes ont réussi à se maintenir grâce à leur langue et à leur religion, chacun pour soi, et à éviter d’être absorbés par la majorité musulmane, et surtout grâce à l’interdiction de se marier avec une personne d’une autre confession, comme chez les Druzes, les Alaouites et les Juifs. C’est ainsi que les communautés araméennes, définies par une pratique ethnique, linguistique et religieuse, se sont préservées au Levant, et que leur vigilance sur leur culture leur a permis de survivre. Après le génocide assyrien, l’esclavage des chrétiens et différents régimes de minorités ethniques au Moyen-Orient sous différents régimes dont l’État islamique, et avec la liberté religieuse dont ils jouissent en Israël, les Araméens ont suivi le même chemin que d’autres minorités, comme les Berbères et les Coptes en Afrique en créant des mouvements civiques afin de retrouver leur identité culturelle,.
En Israël, les Araméens ne sont pas un sous-groupe ou une secte chrétienne, 60 % d’entre eux étant catholiques melquites et 30 % relèvent du patriarche orthodoxe de Jérusalem. Ils se définissent par leurs caractéristiques ethnolinguistiques qui forment la base communautaire pour leur existence collective, basées sur leur histoire. Les groupes syriaques-araméens étant un groupe ethnique propre, comme les Druzes ou les Tcherkesses, les mouvements civils araméens, ont demandé à Israël l’autorisation pour les chrétiens d’Orient d’utiliser l’identité d’araméens de religion chrétienne pour s’enregistrer dans le registre de la population israélienne, s’ils ont les caractéristiques voulues. Les raisons avancées pour cette demande sont les racines anciennes des Araméens dans l’histoire et la géographie d’Israël, leurs différences avec la majorité de la population de la région où ils vivent, leur langue propre pour les usages liturgiques, le fait qu’ils aient été persécutés pour leur différence, et qu’ils veuillent être reconnus comme groupe distinct.

### Reconnaissance de l’ethnie araméenne
En septembre 2014, le ministre de l’Intérieur Gideon Sa'ar ordonne à ses services de considérer les Araméens comme une ethnie distincte des Arabes israéliens. Selon les normes du ministère, les personnes nées dans des familles ou clans chrétiens qui ont un héritage culturel araméen sont éligibles pour s’enregistrer comme Araméens. Selon ce règlement, les caractéristiques nécessaires sont :
- les Israéliens indigènes appartenant à une des églises orientales : grecque orthodoxe, melchite, syriaque orthodoxe, catholique syriaque ou maronite, en opposition à des groupes ethniques déjà reconnus comme les Coptes, les Églises arméniennes, éthiopiennes et orthodoxes slaves ;
- une identification comme Araméens, et non une des identifications telles que Arabes, Tcherkesses, Arméniens ou Druzes.

Au moment du vote de la loi, environ 10 500 personnes étaient concernées par le statut d’Araméen ethnique, dont 10,000 maronites (dont 2000 ancien membres de l’armée du Sud-Liban) et 500 catholiques syriaques.
Les efforts faits pour obtenir cette loi résultent de la volonté de se distinguer des Arabes, par une partie des chrétiens d’Israël qui pensaient que la participation au service militaire participeraient à leur intégration à la société israélienne alors que cette participation et la séparation des Arabes musulmans étaient impensables dans les premières décennies d’Israël ; les maronites de Bir’im (réinstallés à Jish en 1948) ont toujours adhéré à l’identité arabe et pratiqué les traditions arabes. L’association Israeli Christian Recruitment Forum (le Forum pour le recrutement des chrétiens israéliens) a milité en ce sens.

### Comptabilisation et controverse
Quand l’enregistrement était volontaire et onéreux, peu de personnes se sont enregistrées : 16 entre septembre 2014 et 2017 ; quand il est devenu gratuit, le nombre a cru sensiblement, passant à 2500 personnes enregistrées en 2022, plus 2000 autres qui avaient entamée des démarches. Ce total de 4500 représente environ 1,5% des chrétiens israéliens. En 2019, l’organisation des chrétiens araméens d’Israël (l’Israeli Christian Aramaic Association in Israel, Association israélienne des chrétiens araméens d’Israël, fondée en 2007 par Shadi Kalloul) estime le nombre d’Israéliens répondant à la définition officielle des Araméens à 15 000.
Le patriarche grec orthodoxe de Jérusalem dénonce cette reconnaissance, estimant qu’elle vise à diviser la minorité palestinienne entre Arabes chrétiens et Arabes musulmans, afin d’augmenter le vivier de recrutement pour l’armée israélienne (FDI) ; il a pris des mesures pour empêcher ce recrutement.
Mordechai Kedar, spécialiste de la culture arabe israélien, estime qu’elle sert l’objectif d’autodétermination des peuples tel que défini dans les Quatorze points de Wilson en 1917. Un des promoteurs de cette reconnaissance, Gabriel Naddaf, qui milite pour l’engagement des chrétiens dans les FDI, a salué cette décision.
La création de cette catégorie administrative est soutenue par les membres d’extrême-droite de cette minorité, qui veulent se différencier des Arabes, et obtenir une place plus favorable dans la hiérarchie des ethnies non-juives d’Israël.

## Culture

### Littérature

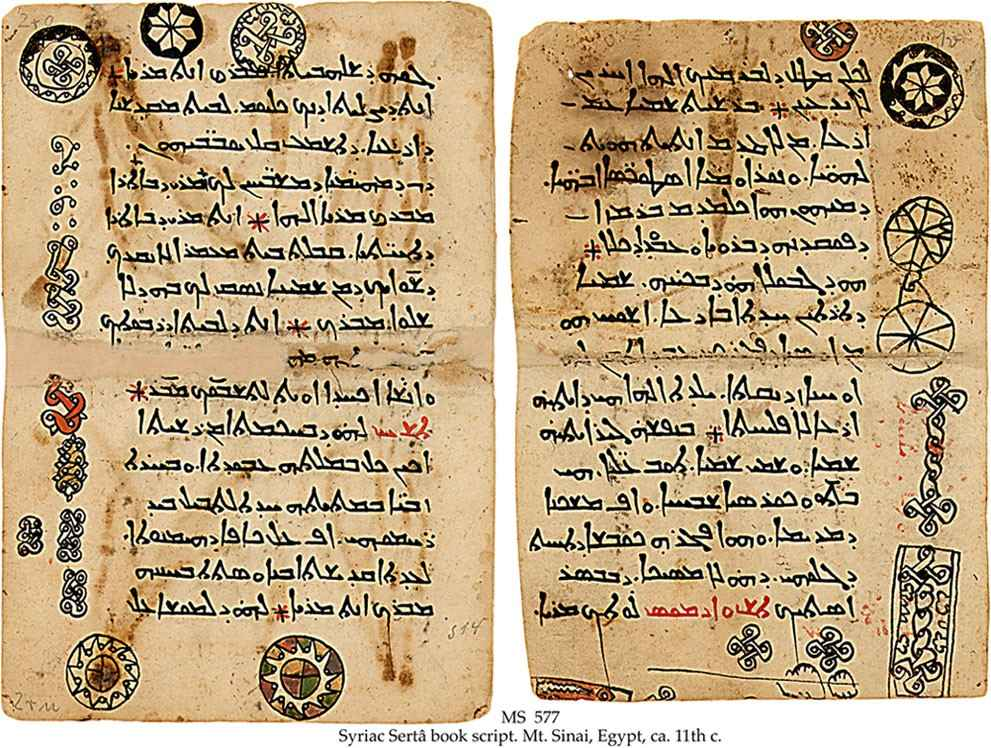
Hymnes mellites du XIe siècle, écrits en calligraphie Serṭā et en alphabet syriaque du monastère Sainte-Catherine du Sinaï, aujourd'hui dans la collection Schøyen.

L’araméen est très semblable à l’hébreu et c’était la langue courante en Judée à l’époque de Jésus. Il avait conquis  ce statut pendant l’exil à Babylone. C’est pour cette raison que quelques textes de l’Ancien Testament contiennent de l’araméen antique.
L’araméen moyen, en usage de l’époque des Maccabées aux alentours de 200 après J.-C., est utilisé dans le Nouveau Testament, certains manuscrits de la Mer Morte, les textes de Bar Koba et de Megillat Tacanit. C’est la langue utilisée par Jésus sur la Croix ; le nom de saint Pierre vient de l’araméen kepha qui signifie pierre ; Thomas vient de l’araméen toma qui veut dire jumeau, et le préfixe bar de Barthélemy, Barrabas et Bartiméus signifie fils. Le Golgotha signifie crâne en araméen.
Par la suite, la plupart des œuvres en araméen sont de nature religieuse, majoritairement chrétiennes. Des poésies ont aussi été conservées, comme l’apocalypse de Lamech,,.
Le manuscrit en onciales de l’Ancien et du Nouveau Testaments du VIe siècle écrits par des Araméens chrétiens des montagnes de Judée et le Codex Climaci Rescriptus, un manuscrit oncial grec des VIIe et VIIIe siècles du Nouveau Testament sont les témoignages les plus proches de la parole de Jésus-Christ. Ils conservent les Évangiles dans une langue proche de celle qu’il a utilisée, et à la différence de toutes les traductions, ils furent composés au sein d’une tradition araméenne vivante basée en Terre Sainte.

### Éducation
Depuis la reconnaissance de l’ethnie araméenne en Israël en 2014, deux communautés chrétiennes de Terre Sainte, une à Jish au nord d’Israël et l’autre à Beit Jala en Cisjordanie, enseignent l’araméen à l’école primaire. À Jish, 110 élèves apprennent l’araméen deux heures par semaine.